# Nonymodiadelia lineatopunctata
Nonymodiadelia lineatopunctata là một loài bọ cánh cứng trong họ Cerambycidae.